# Studio 4°C
Studio 4 °C (株式会社スタジオよんどしい, Kabushiki gaisha Sutajio Yon doshii) est un studio d'animation japonais fondé en 1986 par Eiko Tanaka, Kōji Morimoto et Yoshiharu Satō.
Le nom du studio vient de la température de quatre degrés Celsius qui correspond à la température à laquelle l'eau est la plus dense. Le studio poursuit cet idéal d'œuvres denses, à l'instar de l'eau.
Le studio 4 °C se distingue des autres studios par une production davantage axée sur les courts métrages, par une plus grande liberté accordé aux animateurs et par une influence de l'esthétique superflat dans certaines productions. 
Le studio, composé de quarante-cinq membres, est réparti en trois branches : production, animation et CG[réf. nécessaire].

## Histoire
Le studio 4 °C est fondé en mai 1986 par la productrice Eiko Tanaka et les animateurs Kôji Morimoto et Yoshiharu Satô. Il comporte de nombreux animateurs « freelance », qui ont pour beaucoup travaillé sur de grands projets d'animation, et ont rejoint le studio devant la liberté que celui-ci leur proposait, en particulier celle d'exprimer et d'affirmer leur style.

## Productions[1]
Liste non-exhausitive

### Séries télévisées
- Eikyu kazoku (53 X 30 secondes) (1997-1998)
- Urarochi diamond (24 X 1 minutes) (2000)
- Piroppo (54 X 1 minutes) (2001-2002)
- Mahō Shōjotai Arusu (40 X 9 minutes) (2004-2005)
- Transformers: Animated (2007-2009)
- Detroit Metal City (12 X 14 minutes) (2008-2009)

### Films
- Rampo (séquence animé seulement) (1994)
- Memories (Tous les segments, le deuxième avec Madhouse) (1995)
- Noiseman Sound Insect (1997)
- Spriggan (1998)
- Princesse Arete (Arite Hime, 2001)
- Mind Game (2004)
- Shimotsuma Monogatari (séquence animé seulement) (2004)
- Amer Béton (Tekkon Kinkreet, 2006)
- Genius Party (13 segments, 2007-2008)
- Berserk, le film 1 (2012)
- Berserk, le film 2 (2012)
- Berserk, le film 3 (2013)
- Harmony (2015)
- Mutafukaz (2017, co-réalisé avec Ankama Animations)
- Les Enfants de la mer  (2019)
- Poupelle (2020)
- La Chance sourit à madame Nikuko (2021)

### OVA
- Digital Juice (6 OVA) (2002)
- Grasshoppa! (4 OVA: Dan Petry's blue, End of the world, Comedy, Higan) (2002)
- Animatrix (9 OVA dont 5 animé par le studio) (2003)
- Hijikata Toshizo: Shiro no Kiseki (1 OVA) (2004)
- Kimagure Robot (10 OVA de 2 minutes) (2004)
- Amazing Nuts! (1 OVA de 15 minutes en 4 parties) (2006)
- Batman: Gotham Knight (1 OVA en 6 partie dont 2 par le studio) (2008)
- Detroit Metal City (12 OVA de 10 minutes) (2008)
- First Squad (1 OVA de 73 minutes) (2009)
- Street Fighter IV: The Ties That Bind (1 OVA de 65 min) (2009)
- Halo Legends (2010) (segment The Babysitter et Origins)

### Clip musical
- Extra (de Ken Ishii) (1996)
- Survival (de Glay) (1999)
- Four Day Weekend (de Blue Tones) (1999)
- Dimension loop (de Kiseru) (2002)
- Connected (de Ayumi Hamasaki) (2002)
- Exodus (de Utada Hikaru) (2005)
- First Squad (de DETSL) (2005)
- Passion (de Utada Hikaru) (2005)
- Yume no Kakera (de Eri Nobuchika) (2006)
- Love to live by (de m-flo L oves Chara)
- Zero (de Tamurapan) (2008)

### Court métrage
- Macross 7 (court métrage TV) (1995)
- Luna Park (2? spots publicitaires) (1996-1997)
- Yucho (1997)
- Le Saunda (spot publicitaire) (2000)
- Nike CM (3 spot publicitaire pour Nike) (2004)
- Lincoln (générique d'ouverture) (2005)
- Kurosagi (générique d'ouverture) (2006)
- Ani*Kuri (3 segments) (2007)
- Orion (2010)[2]
- Tuzki: Love Assassin (2014)

De plus, le studio a produit de nombreuses publicités pour de grandes entreprises japonaises comme Konami, Capcom ou Panasonic ainsi que des séquences animés pour des jeux vidéo (Ace Combat 4, Klonoa Heroes, Signal, Tube Slider, PoPoLoCrois 2, Shenmue - Akira No Sho, Lunar Knights).

## Personnalités ayant travaillé chez  Studio 4°C
- Eiko Tanaka : productrice (Princess Arete, Animatrix, Mind Game, Amer Béton)[3]
- Kōji Morimoto :  réalisateur (Eikyuu Kazoku, Magnetic Rose, Noiseman Sound Insect…)[4]
- Satoshi Kon : script (Magnetic Rose)
- toi8